# Maytenus pustulata
Maytenus pustulata är en benvedsväxtart som beskrevs av J.A. Steyermark. Maytenus pustulata ingår i släktet Maytenus och familjen Celastraceae. Inga underarter finns listade.